# Dravidisk folkreligion
Dravidisk folkreligion syftar på de inhemska religiösa traditioner hos de dravidiska folken i Indien, bland dem tamilerna, som förmodas härstamma från den inhemska religionen i Indien före den indoariska (indoeuropeiska) invandringen till Indien under forntiden. 
Den dravidiska folkreligionen tycks bland annat ha inkluderat förfädersdyrkan, dyrkan av naturens andar och lokala bygudar. Många delar av den ursprungliga folkreligionen inkluderades i och uppgick i hinduismen, som var en blandning av den dravidiska folkreligionen och den vediska indorariska protoreligionen.